# Subversion
Subversion (также известная как «SVN») — свободная централизованная система управления версиями, официально выпущенная в 2004 году компанией CollabNet. С 2010 года Subversion является одним из проектов Apache Software Foundation и официально называется Apache Subversion (зарегистрированный товарный знак).
Цель проекта в начале разработки — заменить распространённую на тот момент систему Concurrent Versions System (CVS), которая на сегодняшний день считается морально устаревшей. Subversion обладает всеми основными функциями CVS и избавлена от ряда недостатков последней.
Subversion всё ещё используется некоторыми сообществами разработчиков открытого программного обеспечения (в том числе сообществами, ранее использовавшими CVS), но почти все крупные проекты перешли на DVCS. В числе последних пользователей Subversion среди открытых проектов остаётся FreeBSD, но и они анонсировали переход на Git. Довольно долго использовали Subversion такие известные проекты, как Apache, GCC,  FFmpeg, LLVM, Free Pascal. Subversion также используется в закрытых проектах и корпоративной сфере, но насколько широко — оценить непросто. Хостинг Subversion, в том числе для проектов с открытым кодом, также предоставляют популярные хостинг-проекты SourceForge.net, Tigris.org, Google Code и BountySource.
В 2007 году аналитическая компания Forrester, сравнивая преимущества и недостатки различных систем, оценила Subversion как «единоличного лидера в категории Standalone Software Configuration Management (SCM) и сильного участника в категории Software Configuration and Change Management (SCCM)».
По данным статистики использования пакетов Linux-дистрибутивов Debian и Ubuntu, количество активных пользователей Subversion достигло максимума примерно в 2010 году, и начало снижаться с 2016 года. Тем не менее, количество проектов, использующих Subversion всё ещё больше, чем использующих CVS, Mercurial и Bazaar (по состоянию на август 2019 года).
В качестве официальной документации позиционируется книга издательства O’Reilly Media, выложенная в свободный доступ и дописываемая авторами по мере выхода новых версий SVN. Там же публикуются её переводы на ряд языков, в том числе русский, но при том, что англоязычные версии книги сейчас описывают версии 1.8 и 1.7, на русском языке имеются лишь книги, описывающие версии до 1.4 включительно.

## История
Разработка Subversion была начата в 2000 году по инициативе и при финансовой поддержке CollabNet. Инициаторы проекта хотели создать свободную систему управления версиями, в основном похожую на CVS, но лишённую её ошибок и неудобств. В то время не существовало лучших программ этого класса со свободной лицензией, CVS была стандартом де-факто среди разработчиков свободного программного обеспечения. Выбрав её за основу, разработчики Subversion надеялись упростить разработку за счёт использования уже проверенных концепций и в то же время облегчить переход на новую систему многочисленным пользователям CVS.
Основные события истории развития Subversion.
- 31 августа 2001 года команда разработчиков перешла с CVS на Subversion для управления собственным исходным кодом: Subversion стала «самодостаточной».
- 23 февраля 2004 года вышла версия 1.0.0[23]. К этому времени Subversion уже использовалась примерно на 1400 серверах с открытым доступом.[24]
- 29 сентября 2004 года появился релиз 1.1.0. Среди основных нововведений — новый формат хранилища на основе обычных файлов (FSFS), в дополнение к существовавшему ранее (с использованием Berkeley DB).[25]
- 21 мая 2005 года вышел релиз 1.2.0, в котором добавлена возможность блокировки файлов,[26] что позволило улучшить поддержку клиентов WebDAV/DeltaV, в том числе, реализовать автоматическое создание новых версий при редактировании файлов с помощью таких клиентов. Начиная с этого релиза Subversion по умолчанию использует FSFS для новых хранилищ.
- 30 декабря 2005 года вышел релиз 1.3.0.[27] Основными изменениями являются возможность устанавливать права доступа к каталогам при использовании svnserve, дополнительные возможности команд, а также множество улучшений для разработчиков.
- 10 сентября 2006 года вышел релиз 1.4.0.[28] Он поддерживает работу с BerkeleyDB 4.4 и может использовать её функции самовосстановления. Ранее при сбоях Subversion хранилище, использующее BerkeleyDB, могло остаться в «заклиненном» состоянии и требовалось вмешательство администратора для восстановления работы системы (при использовании FSFS этой проблемы нет).
- 19 июня 2008 года вышел релиз 1.5.0[29], в нём сделано множество улучшений, самым значительным из которых является базовая поддержка отслеживания слияний (англ. merge tracking). Эта возможность делает процесс слияния пакетов в Subversion более простым и надёжным.
- 20 марта 2009 года вышел релиз 1.6.0.[30] Улучшения поддержки svn:externals, обнаружение «конфликтов деревьев» (англ. tree conflict), улучшение эффективности хранения данных в репозитории и другие внесённые изменения.
- В феврале 2010 года проект Subversion был официально переведён под управление Apache Software Foundation (ASF)[31]. Президент Subversion Corporation и директор Open Source в WANdisco выступил с видеообращением, в котором с энтузиазмом пообещал всем, что переход Subversion к ASF будет лишь способствовать более активному развитию проекта.[32]
- 11 октября 2011 года состоялся релиз 1.7[33]. Основные улучшения: теперь только одна папка .svn в корне рабочей копии; ускорена работа по HTTP; добавлена утилита svnrdump; новая команда svn patch.
- 18 июня 2013 года вышел релиз 1.8.0.[34] Apache Subversion 1.8 является расширением всех предыдущих выпусков Subversion.

## Общие сведения

### Возможности
- Хранение полной истории изменений отслеживаемых объектов (файлов, каталогов, символьных ссылок[35]) в централизованном хранилище (репозитории), в том числе при изменении атрибутов («метаданных»), перемещении, переименовании и удалении
- Копирование объектов с разветвлением истории — при копировании в хранилище появляются два отдельных объекта с общей историей
- Поддержка переноса изменений между копиями объектов, в том числе полного слияния копий (в рабочей копии; без объединения истории)
- Эмуляция[36] ветвления:
  - создание ветвей с помощью копирования каталогов и последующая независимая работа с ними
  - слияние ветвей с автоматическим определением и переносом изменений
- Эмуляция[36] меток (копированием каталогов)
- История изменений и копии объектов (в том числе ветви и метки) хранятся в виде связанных разностных копий — «дешёвых» (не требующих больших временны́х и дисковых ресурсов) при создании и хранении
- Поддержка конкурентной (в том числе одновременной, с изоляцией транзакций) многопользовательской работы с хранилищем и, в большинстве случаев, автоматическим слиянием изменений различных разработчиков (в рабочей копии)
- Фиксации изменений в хранилище (в том числе многообъектные) организуются в виде атомарных транзакций
- Сетевой обмен между сервером и клиентом предусматривает передачу только различий между рабочей копией и хранилищем
- Обеспечивается одинаково эффективная работа как с текстовыми, так и с двоичными файлами
- Различные варианты доступа к хранилищу, в том числе:
  - непосредственный доступ на локальной файловой системе;
  - по собственному сетевому протоколу;
  - через веб-сервер по протоколу WebDAV/DeltaV.
- Вывод клиента командной строки одинаково удобен и для чтения, и для разбора программами
- Возможность зеркалирования хранилища
- Два возможных внутренних формата хранилища (англ. repository): база данных или набор обычных файлов
- Интернационализированные сообщения программы (используются настройки локали)
- Библиотеки для языков PHP, Python, Perl, Java позволяют встроить функциональность клиента Subversion в программы, написанные на этих языках
- Многоуровневая архитектура библиотек, изначально рассчитанная на клиент-серверную модель

### Модель работы
Subversion — централизованная система (в отличие от распределённых систем, таких как Git или Mercurial), то есть данные хранятся в едином хранилище. Хранилище может располагаться на локальном диске или на сетевом сервере.
Работа в Subversion мало отличается от работы в других централизованных системах управления версиями. Клиенты копируют файлы из хранилища, создавая локальные рабочие копии, затем вносят изменения в рабочие копии и фиксируют эти изменения в хранилище. Несколько клиентов могут одновременно обращаться к хранилищу. Для совместной работы над файлами в Subversion преимущественно используется модель копирование — изменение — слияние. Кроме того, для файлов, не допускающих слияние (различные бинарные форматы файлов), можно использовать модель блокирование — изменение — разблокирование.
При сохранении новых версий используется дельта-компрессия: система находит отличия новой версии от предыдущей и записывает только их, избегая дублирования данных.
При использовании доступа с помощью WebDAV также поддерживается прозрачное управление версиями — если любой клиент WebDAV открывает для записи и затем сохраняет файл, хранящийся на сетевом ресурсе, то автоматически создаётся новая версия.

### Типы репозиториев
Subversion предлагает два варианта организации репозиториев. Репозитории первого типа используют для хранения базы данных на основе Berkeley DB, репозитории второго типа — обычные файлы специального формата (доступ к данным организуется с помощью собственных библиотек, без использования сторонних баз данных). Разработчики Subversion часто называют хранилище «файловой системой», поэтому второй тип получил название FSFS, то есть (версионированная) файловая система (англ. File System) поверх (обычной) файловой системы.
Оба типа репозиториев обеспечивают достаточную надёжность при правильной организации (Berkeley DB использует блокировки файлов, поэтому её нельзя использовать на некоторых сетевых файловых системах, не поддерживающих блокировок), каждая из них обладает своими преимуществами и недостатками. Считается, что FSFS легче правильно настроить, она требует меньшего внимания от администратора. Кроме того, до релиза 1.4 хранилища, использующие Berkeley DB, могли при определённых условиях оказаться в так называемом заклиненном (англ. wedged) состоянии; требовалось вмешательство администратора для восстановления его работоспособности.
Начиная с релиза 1.2 для новых хранилищ по умолчанию используется FSFS. При выпуске релиза 1.8 использование Berkeley DB было объявлено нерекомендованным. Новые возможности, которые будут добавлены в следующих релизах, могут не работать на серверах, использующих Berkeley DB. В дальнейшем поддержка Berkeley DB может быть прекращена.

### Доступ к репозиторию
Subversion предоставляет следующие способы доступа к репозиторию:
- прямой доступ к репозиторию на диске (на локальной или сетевой файловой системе);
- удалённый доступ по протоколу WebDAV/DeltaV поверх HTTP (или HTTPS) с использованием модуля mod_dav_svn для веб-сервера Apache 2;
- удалённый доступ с использованием собственного протокола SVN:
  - на выделенном сетевом соединении (по умолчанию на TCP-порту 3690);
  - через стандартный ввод-вывод (в том числе через средства удалённого CLI, например, SSH).

Все эти способы могут быть использованы для работы с репозиториями обоих типов (FSFS и Berkeley DB). Для доступа к одному и тому же репозиторию могут одновременно использоваться разные способы.

## Основные концепции

### Файловая система
С точки зрения пользователя хранилище Subversion представляет собой «двумерную» файловую систему. Объекты в хранилище (файлы и каталоги) идентифицируются двумя «координатами»: именем и номером ревизии. Другими словами, хранилище представляет собой массив мгновенных снимков (ревизий) дерева файлов и каталогов, индексируемый номером ревизии. Каждый такой снимок — обычная (одномерная) файловая система.
При необходимости указания на конкретную ревизию объекта используется запись вида: имя@ревизия, например, /main.c@29 — файл /main.c в ревизии 29. Такое указание ревизии, используемое для уточнения имени, называется стержневая ревизия (англ. peg revision).
На рис. 1 показано графическое представление файловой системы: вертикальная ось соответствует множеству имён, горизонтальная — множеству ревизий.

#### Имена файлов
Имя объекта файловой системы в Subversion образуется по тем же правилам, что и в UNIX-подобных операционных системах: существует только один корневой каталог, элементы пути разделяются косой чертой («/»). Объектами файловой системы являются файлы и каталоги (а также символические ссылки, которые эмулируются из обычных файлов путём установки атрибута svn:special).

#### Номера ревизий
Номер ревизии в Subversion — это натуральное число (или 0 для самой первой ревизии), адресующее номер состояния хранилища в процессе изменения содержащихся в нём данных. Каждая успешная фиксация изменений порождает ровно одну новую ревизию в хранилище, то есть N-я ревизия — это состояние хранилища после N-й фиксации.
В Subversion ревизия характеризует состояние не отдельного файла, а всего хранилища в целом. Например, ревизия 32 (обведено пунктиром на рисунке) — это состояние четырёх файлов и двух каталогов, существовавших в хранилище на тот момент.
Номер ревизии является аналогом времени в том смысле, что меньшие номера ревизий соответствуют более ранним состояниям хранилища, а бо́льшие — поздним.
- Минимальный номер ревизии 0 (ноль) соответствует изначальному состоянию хранилища, когда ещё не было зафиксировано ни одной правки. В нулевой ревизии хранилище содержит только пустой корневой каталог.
- Максимальный номер ревизии соответствует самому последнему состоянию хранилища, то есть состоянию после фиксации последней правки. Вместо указания номера последней ревизии можно использовать ключевое слово HEAD (головная ревизия); это удобно, поскольку номер головной ревизии увеличивается при каждой фиксации изменений.

Номер ревизии можно рассматривать как некую временну́ю отметку в истории хранилища. Более того, с каждым номером ревизии связано абсолютное значение времени, когда эта ревизия была сделана (свойство svn:date). Однако указание номера ревизии удобнее, чем указание времени, так как нет путаницы с часовыми поясами, запись номера короче и номер ревизии не может быть изменён.

##### Оперативная и стержневая ревизии
Номер ревизии используется в двух различных контекстах:
- оперативной ревизии (англ. operative revision);
- стержневой ревизии (англ. peg revision).

Ревизия называется оперативной, если она указывает ревизию или диапазон ревизий, к которому должна быть применена операция, например:
```
svn log -r 199:230 
http://some.path
```

В данном примере выполняется команда svn log для диапазона ревизий 199:230, который и является диапазоном оперативных ревизий.
Однако указание только имени файла и оперативной ревизии иногда может неоднозначно указывать на объекты хранилища. Например, в ситуации, показанной на рис. 2, возникает неоднозначность при выполнении следующей команды:
```
svn log -r 29:33 
http://some.path/bar.txt
```

В команде указан диапазон оперативных ревизий (29:33), но области, выделенные на рисунке голубым и зелёным фоном, в равной степени можно считать историей файла /bar.txt в диапазоне ревизий 29:33. В подобных случаях необходимо указывать ещё и стержневую ревизию для разрешения неоднозначности. Стержневая ревизия — это номер ревизии, указанный в дополнение к URL объекта файловой системы (используется запись вида «URL@ревизия»). Название происходит от английского слова peg, которое можно перевести как «стержень» или «колышек». Стержневая ревизия отмечает ту цепочку состояний, которой принадлежит указанная пара URL@ревизия и, таким образом, однозначно идентифицирует объект хранилища, к которому должна быть применена команда. В приведённом ниже примере первая команда выведет историю, выделенную на рисунке голубым фоном, а вторая — историю, выделенную зелёным фоном:
```
svn log -r 29:33 
http://some.path/file.txt@32

svn log -r 29:33 
http://some.path/bar.txt@34
```

В качестве стержневой ревизии следует указывать как можно более позднее состояние интересующего объекта. Причина этого в том, что цепочка состояний однозначно отслеживается «назад», но не «вперёд». Например, URL со стержневой ревизией http://some.path/foo.txt@31 принадлежит двум цепочкам состояний (выделены соответственно зелёным и серым фоном). Из этих двух цепочек указанный URL адресует серую цепочку, то есть при движении «вперёд» от стержневой ревизии операции копирования игнорируются.

#### Операции над файловой системой
Над объектами файловой системы в хранилище Subversion могут быть произведены перечисленные ниже операции (см. рис. 1). В скобках указано краткое именование операции в обозначениях команды svn status.
- Добавление (A). Добавление объекта в файловую систему. Добавленный объект не имеет истории ревизий. Пример на рисунке:

- файл /main.c был добавлен в ревизии 27.

- Модификация (M). Модификация объекта, например, изменение содержимого файла или изменение свойств файла или каталога. Пример на рисунке:

- файл /main.c был модифицирован в ревизии 28.

- Удаление (D). Удаление файла из головной и последующих ревизий. При этом файл остаётся в предыдущих ревизиях. Пример на рисунке:

- файл /main.c был удалён в ревизии 30.

- Добавление с историей (A+). Представляет собой копирование объекта внутри файловой системы хранилища, то есть объект имя_источника@ревизия_источника копируется в имя_копии@HEAD. Скопированный объект наследует от источника историю ревизий до момента копирования (наследование истории показано на рисунке пунктирными связями). Примеры на рисунке:

- в ревизии 29 каталог /tags/R1 был скопирован с каталога /trunk@27;
- в ревизии 31 файл /main.c был скопирован с /main.c@29, то есть с более ранней ревизии самого себя, таким образом, произведено восстановление ранее удалённого (в ревизии 30) файла с сохранением истории ревизий.

- Замена (R+). Имеет место в случае, когда в одной ревизии произведено и удаление объекта (D), и добавление с историей (A+) объекта с тем же самым именем. Хотя имя при операции замены остаётся неизменным, Subversion рассматривает объект до и после замены как два различных объекта с различными историями ревизий (история старого заканчивается в точке замены, история нового наследуется от источника копирования и продолжается далее). Пример на рисунке:

- в ревизии 30 файл /file.txt был заменён: старый файл /file.txt удалён, а новый файл с тем же именем скопирован с файла /bar.txt@29.

### Фиксация изменений

#### Рабочая копия
Рабочая копия — это созданная клиентской программой Subversion локальная копия части данных из хранилища, содержащая помимо собственно данных некоторую служебную информацию (скрытые каталоги с именем .svn). Служебная информация необходима для правильного функционирования рабочей копии; что-либо менять в служебных данных нельзя. Минимальной единицей данных, которую можно получить из хранилища как рабочую копию, является каталог. Содержимое каталога можно извлечь не полностью: например, можно исключить отдельные файлы или подкаталоги. Однако извлечь из хранилища отдельный файл как рабочую копию невозможно.
Любой подкаталог рабочей копии Subversion 1.6 и более ранних версий также является полноценной рабочей копией, поскольку в каждом каталоге хранятся его служебные данные (каталоги .svn). Начиная с версии 1.7 в каждой рабочей копии присутствует только один каталог .svn в корне её каталога.
Рабочая копия является самодостаточной в том смысле, что Subversion не хранит каких-либо данных, относящихся к рабочей копии, вне её. Поэтому, имея одну рабочую копию, можно сделать ещё несколько копий простым копированием без затрат сетевого трафика.
В служебных каталогах рабочей копии, помимо прочего, хранится так называемая чистая копия (англ. pristine copy) — файлы рабочей копии в неизменённом виде, как они были извлечены из хранилища (для svn это ревизия с именем BASE). Наличие чистой копии позволяет быстро и без обращения к хранилищу выполнять операции просмотра и отката локальных изменений. Однако размер рабочей копии на диске примерно в два раза больше (данные + чистая копия данных), чем размер самих данных. Такой подход обусловлен тем, что дисковые ресурсы дешевле и доступнее, чем ресурсы сети передачи данных.
Как правило, создание рабочей копии является первым и необходимым этапом для фиксации локальных изменений, поскольку зафиксировать в хранилище можно только изменения, сделанные в рабочей копии. Исключением являются операции, которые могут быть выполнены прямо в хранилище без создания рабочей копии.

#### Транзакции
Работа с хранилищем в Subversion организована в форме транзакций со свойствами атомарности и изоляции из набора свойств ACID. Таким образом система управления версиями гарантирует целостность, непротиворечивость и доступность хранилища в любой момент времени.
- Атомарность фиксаций (англ. atomic commits) — изменения в нескольких файлах или каталогах фиксируются единой транзакцией, порождая при этом одну ревизию. В случае неудачной фиксации, при любом сбое или ошибке, система гарантирует, что хранилище не окажется в частично изменённом состоянии — в хранилище попадут либо все изменения, либо (при неудаче) — ни одного.
- Изоляция гарантирует, что промежуточные состояния хранилища внутри транзакции не видны другим транзакциям и пользователям. Например, если один пользователь фиксирует одной транзакцией изменения в нескольких файлах, то другие пользователи не могут увидеть такого состояния хранилища, в котором часть файлов уже изменена, а часть — не изменена.

Данные свойства не гарантируются для рабочей копии Subversion — она, в отличие от хранилища, при сбое или прерывании может оказаться в промежуточном или заблокированном состоянии (то есть перед продолжением работы её потребуется восстановить командой svn cleanup или пересоздать заново).

#### Локальные и удалённые формы команд
Все команды клиента Subversion можно разделить на следующие группы:
- модифицирующие рабочую копию;
- модифицирующие хранилище;
- модифицирующие и рабочую копию, и хранилище;
- не модифицирующие ничего.

### Структура хранилища

#### Структура проекта в хранилище
Формально Subversion не накладывает каких-либо ограничений на файловую структуру проекта — она может быть какой угодно в рамках правил именования объектов файловой системы. Тем не менее, существуют рекомендации, призванные облегчить работу с ветвями и метками. В простейшем случае в корневом каталоге хранилища рекомендуется создать как минимум три подкаталога:
```
/.

  
branches

  
tags

  
trunk
```

Вся файловая структура проекта (основной линии разработки) должна содержаться в подкаталоге trunk, подкаталог branches должен содержать ветви проекта, а tags — метки. Например, следующая структура каталогов хранилища:
```
/.

  
branches

    branch_1
  
tags

    tag_1
    tag_2
  
trunk
```

предполагает наличие у проекта (trunk) одной ветви «branch_1» и двух меток «tag_1» и «tag_2». Каждый из этих каталогов (trunk, branch_1, tag_1 и tag_2) содержит копию соответствующей версии проекта.
Если (под)проектов в хранилище несколько, то такая структура подкаталогов создаётся для каждого (под)проекта:
```
/.

  
project1

    branches
    tags
    trunk
  
project2

    branches
    tags
    trunk
```

То есть в корневом каталоге находятся каталоги проектов, и в каждом из них есть свои trunk, branches, tags, относящиеся только к этому проекту. Описанные структуры каталогов хранилища являются лишь примерами, на практике хранилище можно организовать таким способом, который оптимально подходит в данном конкретном случае.
Другим способом хранения нескольких проектов является создание нескольких хранилищ. В разных хранилищах следует располагать проекты, которые никак не связаны между собой, поскольку между хранилищами нельзя будет выполнить операции копирования, перемещения и слияния. Несколько хранилищ можно при необходимости объединить в одно с сохранением истории ревизий (путём импорта командой svnadmin load с параметром --parent-dir).

#### Ветви
Subversion использует «файловую» модель (такую же, как и в Perforce) для реализации ветвей и меток, то есть ветвь является обычным каталогом (можно также сделать ветвь из одного файла, а не каталога). Новая ветвь создаётся командой svn copy. Ветвь может быть создана в любом каталоге хранилища, однако имеет смысл придерживаться описанных выше соглашений о том, где создавать новые ветви. Более подробная информация о ветвях приведена в разделах Ветвление и Слияние.

#### Метки
Создание метки также производится командой svn copy, то есть технически не отличается от создания ветви. Отличие только в способе использования: предполагается, что никто не будет изменять данные в метке (фиксировать в неё изменения). Например, на рис. 1 метка создана в ревизии 29: каталог /trunk из ревизии 27 скопирован под именем /tags/R1. Теперь, если не изменять данные в каталоге /tags/R1, то он навсегда останется точной копией каталога /trunk@27, то есть будет меткой.
Концепция меток, используемая в Subversion, отличается от концепции меток в других системах управления версиями. Обычно метка является символическим именем, которое адресует набор файлов и их состояние. В Subversion метка копирует набор файлов и их состояние. Метки-копии в Subversion имеют свои достоинства и недостатки.
Достоинства:
- метка видна в структуре каталогов, можно сделать удобную древовидную организацию меток.

Недостатки:
- трудно узнать, в какие метки вошёл файл (то же для каталога);
- если права доступа установлены индивидуально[43] для каталогов, то метка эти права не наследует;
- содержимое метки может быть изменено;
- если из метки создать рабочую копию и зафиксировать из этой рабочей копии какие-либо изменения, то это изменит саму метку, а не те данные, которые были помечены. Правильным способом работы «от метки» является создание рабочей копии не из метки, а из того, что является источником этой метки.

### Свойства (properties)
Одной из важных возможностей Subversion является поддержка свойств, то есть текстовых пар имя = значение, которые могут быть установлены для объектов в хранилище. Свойства используются в двух различных контекстах: для объектов файловой системы и для ревизий.

#### Свойства объектов файловой системы
Каждому файлу или каталогу в хранилище может быть присвоен набор свойств. Изменения свойств сохраняются в истории так же, как и изменения в файловой системе. Пользователи могут устанавливать свойства с любыми именами; существует также предопределённый набор служебных свойств, которые используются клиентской программой Subversion (имена служебных свойств имеют префикс "svn: ").

##### Свойства файлов
svn:executableДелает файл исполняемым (для рабочих копий под операционными системами семейства UNIX).
svn:mime-typeХранит MIME-тип файла. Влияет на способ работы команд, показывающих разницу файлов, а также объединяющих изменения (merging).
svn:keywordsСписок ключевых слов (англ. keywords), которые будут заменены в файле соответствующими значениями. Чтобы замена произошла, ключевое слово должно присутствовать в файле в виде $keyword$. Используется для того, чтобы автоматически обновлять в файле значения, меняющиеся от версии к версии (например, номер ревизии).
svn:eol-styleОпределяет правило преобразования символов конца строки (англ. end-of-line, EOL) в текстовом файле. Используется в случаях, когда файл должен иметь конкретный тип символов EOL. Обычно используется «native» — при этом тип символов конца строки соответствует принятому в той операционной системе, в которой происходит создание рабочей копии.
svn:needs-lockОзначает, что при извлечении из хранилища файл будет доступен только для чтения. Это свойство предназначено для использования совместно с механизмом блокировки. Запрет записи в файл является напоминанием того, что надо получить блокировку на этот файл, прежде чем его редактировать: при получении блокировки клиентская программа Subversion автоматически делает файл доступным для записи (снятие блокировки снова делает файл защищённым от модификаций). Блокировки могут быть использованы и без установки этого свойства. Однако делать это не рекомендуется, так как существует риск того, что другой пользователь может начать редактировать заблокированный файл, и это обнаружится только при фиксации изменений.
svn:specialСвойство не предназначено для установки или модификации пользователями. В настоящее время используется для хранения символьных ссылок в репозитории. Когда символьная ссылка добавляется в репозиторий, в репозитории создаётся файл с установленным свойством svn:special. Когда этот файл извлекается в UNIX-подобной системе, клиентская программа Subversion преобразует его обратно в ссылку.
svn:mergeinfoХранит информацию о том, из каких путей было произведено слияние в этот файл. Свойство введено в версии 1.5, оно используется для отслеживания слияний (англ. merge tracking). Представляет собой набор строк вида имя_файла: диапазон_ревизий. Здесь имя_файла — полное (с путём от корня файловой системы репозитория) имя файла или каталога, откуда было произведено слияние указанного диапазона ревизий. Строки модифицируются автоматически при операциях слияния; при последующих слияниях Subversion учитывает ранее вписанные строки, избегая тем самым повторных слияний одних и тех же изменений. Не рекомендуется изменять свойство svn:mergeinfo вручную — это может нарушить механизм отслеживания слияний.

##### Свойства каталогов
svn:ignoreСписок шаблонов имён файлов и каталогов, которые клиентская программа Subversion будет игнорировать в данном каталоге. Это свойство аналогично файлу .cvsignore в CVS. Как правило, свойство настраивается таким образом, чтобы клиентская программа «не видела» файлы и каталоги, которые автоматически создаются различными программами и не должны быть версионированы (например, объектные файлы, временные файлы и т. п.). Действие этого свойства не распространяется на подкаталоги.
svn:externalsПозволяет автоматически извлечь в рабочую копию набор каталогов, указав их URL (можно даже из другого хранилища).
svn:mergeinfoТо же, что и для файлов.

#### Свойства ревизий
Второй тип объектов, для которых существуют свойства, — это сами ревизии. В этом случае имена свойств также могут быть любыми; некоторые свойства с префиксом "svn: " имеют специальное значение. Отличие свойств ревизий от свойств объектов файловой системы в том, что для первых понятие истории версий не применимо (поскольку конкретное значение свойства приписано одной ревизии). Другими словами, свойства ревизий можно изменить, но старое значение при этом теряется. По умолчанию изменение свойств ревизий запрещено; для разрешения администратор должен создать скрипт (англ. hook) обработки события pre-revprop-change.
svn:dateДата и время создания ревизии.
svn:authorИмя пользователя, который зафиксировал изменения, вошедшие в эту ревизию.
svn:logОписание изменений, зафиксированных в этой ревизии (текст, введённый пользователем при фиксации изменений).
Как правило, свойства ревизий изменяются только администратором хранилища в целях исправления некорректных данных. Например, если пользователь забыл указать текстовое описание при фиксации своих изменений, то администратор может создать это описание путём редактирования свойства svn:log.

## Использование Subversion

### Рабочий цикл
Типичная итерация рабочего цикла с Subversion включает следующие этапы.
- Обновление рабочей копии из хранилища (svn update) или её создание (svn checkout).
- Изменение рабочей копии. Изменения каталогов и информации о файлах производится средствами Subversion, в изменении же (содержимого) файлов Subversion никак не задействован — изменения производятся программами, предназначенными для этого (текстовые редакторы, средства разработки и т. п.):
  - новые (ещё не зафиксированные в хранилище) файлы и каталоги нужно добавить (команда svn add), то есть передать под управление версиями;
  - если файл или каталог в рабочей копии нужно удалить, переименовать, переместить или скопировать, необходимо использовать средства Subversion (svn mkdir, svn delete, svn move, svn copy);
  - просмотр состояния рабочей копии и локальных (ещё не зафиксированных) изменений (svn info, svn status, svn diff);
  - любые локальные изменения, если они признаны неудачными, можно откатить (svn revert).
- При необходимости — дополнительное обновление, для получения изменений, зафиксированных в хранилище другими пользователями и слияния этих изменений со своими (svn update).
- Фиксация своих изменений (и/или результатов слияния) в хранилище (svn commit).

### Ветвление
Ветвление является важным аспектом работы систем управления версиями, поскольку типичные приёмы управления версиями (по крайней мере, при разработке программного обеспечения) включают в себя использование ветвей. Subversion обладает достаточно развитыми возможностями для ветвления и слияния (однако не поддерживает слияние переименованных файлов и каталогов).
На рис. 3 условно показан пример эволюции ветвей в хранилище. Зелёным цветом показана основная линия разработки проекта (англ. mainline, trunk), жёлтым — ветви, синим — метки, пурпурным — ветвь, разработка которой прекращена. Красными стрелками показаны слияния изменений.

#### Создание ветвей
Новая ветвь (а также метка) создаётся командой svn copy, которая создаёт в хранилище копию с наследованием истории ревизий источника (операция A+). Для создания ветвей всегда следует использовать «удалённую» форму команды svn copy, например:
```
svn copy http://.../trunk/dir http://.../branches/branch_name -m "Creating a branch of dir"
```

Полученная копия будет ветвью (или меткой, в зависимости от способа работы с ней). В дальнейшем изменения, сделанные на ветви, могут быть внесены в источник, из которого была создана эта ветвь, такое распространение изменений называется слияние (англ. merge).
Операции копирования в Subversion дешёвые (англ. cheap copy), то есть требуют небольшого фиксированного количества времени и дискового пространства. Хранилище спроектировано таким образом, что при любом копировании происходит не дублирование данных, а создание ссылки на источник (аналогично жёсткой ссылке), однако этот механизм чисто внутренний — с точки зрения пользователя происходит именно создание копии. Благодаря высокой эффективности создания ветвей их можно создавать настолько часто, насколько это необходимо (однако слияние — необходимое дополнение к ветвлению — выполняется в Subversion медленнее, чем в других современных системах управления версиями).

#### Работа с ветвями
В целом работа на ветви не отличается от работы на основной линии разработки (trunk). Специфичные команды требуются только для действий, в которых задействовано более одной ветви. К таким командам относятся (помимо команды создания ветви svn copy):
- svn switch — переключение имеющейся рабочей копии на другую ветвь. В результате переключения служебные данные рабочей копии изменяются так, как будто эта рабочая копия получена операцией svn checkout из той ветви, на которую она переключена. При этом объём сетевого трафика меньше, чем при svn checkout, так как передаётся только разница между данными в рабочей копии и целевой ветвью;
- svn merge — копирование набора изменений между ветвями — используется для слияния.

Как правило, полный цикл работы с ветвями включает следующие этапы:
- создание ветви (svn copy);
- переключение имеющейся рабочей копии на ветвь (svn switch) или создание новой рабочей копии путём закачки (svn checkout);
- изменение файлов и каталогов в рабочей копии, фиксация этих изменений (svn commit);
- копирование в ветвь свежих изменений из родительской ветви, сделанных после ветвления (svn merge, svn commit);
- копирование изменений из ветви в родительскую ветвь (svn merge, svn commit);
- удаление ветви (svn delete), если её жизненный цикл закончен.

### Слияние

#### Копирование изменений между ветвями
Слияние в Subversion — это применение к ветви набора изменений, сделанных на другой (или той же самой) ветви. Для осуществления слияния необходимо использовать команду svn merge — она применяет набор изменений к рабочей копии; затем нужно зафиксировать внесённые изменения (svn commit).
Терминология, связанная со слиянием, несколько запутана. Термин слияние (англ. merge) является не совсем точным, поскольку как такового объединения ветвей не происходит. Кроме того, не следует отождествлять слияние и команду svn merge: во-первых, для слияния нужно выполнить (помимо svn merge) разрешение конфликтов и фиксацию, во-вторых, применение svn merge не ограничивается слиянием.

#### Другие применения команды svn merge
Команду svn merge можно использовать не только для слияния. Фактически команда производит внесение в рабочую копию изменений, равных разнице между двумя каталогами или файлами в хранилище, поэтому svn merge является универсальным средством для переноса изменений. Можно привести такие примеры использования команды svn merge:
- откат уже зафиксированных изменений, в том числе целого диапазона ревизий;
- удобный просмотр (в виде изменений в рабочей копии) разницы между двумя состояниями репозитория.

### Создание хранилища
Для создания хранилища используется команда svnadmin create. Эта операция создаст пустое хранилище в указанном каталоге.

## Subversion и CVS

### Сравнение
Ниже приведено сравнение параметров систем Subversion и CVS, так как Subversion позиционируется именно как улучшение CVS. Приведено сравнение только по тем параметрам, по которым эти системы различаются. В целом Subversion превосходит CVS по всем параметрам, кроме поддержки меток в общепринятом смысле (то есть меток, адресующих объекты файловой системы).
| Параметр                          | Subversion | CVS |
| Возможности                       | Возможности | Возможности |
| --------------------------------- | --- | --- |
| Каталоги                          | Отслеживает версии не только файлов, но и каталогов. | Версии каталогов не отслеживаются, то есть структура каталогов одна и та же (та, которая существует в хранилище на данный момент) для всех ревизий и всех веток. Если изменить структуру каталогов, то при извлечении старых состояний получаем правильные (старые) ревизии файлов, но в неправильной (существующей на момент извлечения) структуре каталогов. |
| Транзакции                        | Атомарность многофайловых фиксаций. | Атомарность только на уровне однофайловых фиксаций. Фактически фиксация изменений в нескольких файлах разбивается на последовательность фиксаций изменений отдельных файлов. Если такая последовательность фиксаций прервана, то часть файлов остаётся зафиксированной, часть — не зафиксированной.                                                            |
| Наборы изменений                  | Наборы изменений (англ. changeset) поддерживаются. | Наборы изменений не поддерживаются. |
| Модификации имён файлов           | Поддерживает копирование, перемещение и переименование файлов и каталогов без потери истории изменений. | При копировании, перемещении и переименовании файлов файл с новым именем не имеет никакой истории, то есть связь со старым именем и его историей версий полностью теряется. То же самое для файлов внутри каталога при модификации его имени. |
| Свойства (properties)             | С каждым файлом и каталогом может быть связан произвольный набор свойств, состоящих из названия и значения. Свойства тоже находятся под управлением версиями. | Свойства не поддерживаются. |
| Блокировки                        | Поддерживается необязательная блокировка файлов (начиная с версии 1.2). | Блокировки не поддерживаются, но есть похожий механизм, называемый слежение. |
| Ветви                             | Ветви (branch, см. словарь) реализованы в пространстве путей. Это значит, что для создания ветви производится копирование каталога (копия и будет ветвью). Создание таких копий — быстрая и не ресурсоёмкая операция, потому что данные не дублируются, вместо этого фиксируется новая версия, отличающаяся от предыдущей лишь расположением файлов. | Ветви реализованы в «третьем измерении». Это значит, что файл на ветви адресуется тремя параметрами: путём в файловой системе, ревизией (или другим способом указания ревизии, например, временем), именем ветви. |
| Метки                             | Нет меток (tag, см. словарь) как таковых. Вместо них используется иерархия каталогов — для метки создаётся отдельный каталог (как и для ветви). Метка — это ветвь, в которой по договорённости больше не делают изменений. Метка является копией помеченного состояния файлов и каталогов.                                                           | Метки поддерживаются. Метка адресует помеченное состояние файлов. |
| Эффективность                     | | |
| Клиент-серверный обмен            | При любых обновлениях версий между клиентом и сервером передаются только различия между файлами, что может существенно уменьшить сетевой трафик. | С сервера к клиенту передаются различия, с клиента на сервер объект передаётся полностью. |
| Двоичные файлы                    | Одинаково эффективно работает как с текстовыми, так и с двоичными файлами. | Работа с двоичными файлами менее эффективна: каждая новая версия сохраняется в хранилище полностью. |
| Создание ветвей и меток           | Требуется небольшое фиксированное количество времени и дискового пространства. | Затраты времени велики (зависят от количества задействованных файлов). Имена ветвей и меток хранятся избыточно (во всех задействованных файлах). |
| Накладные расходы в рабочей копии | В служебных каталогах рабочей копии хранится чистая копия. Поэтому операции просмотра и отката локальных изменений выполняются быстро (без обращения к хранилищу), однако размер рабочей копии на диске примерно в два раза больше, чем размер самих данных.                                                                                         | Чистая копия не хранится, размер рабочей копии примерно равен размеру данных. Вследствие этого операции просмотра и отката локальных изменений требуют доступа к хранилищу и выполняются медленно. |
| Расход памяти на сервере          | Меньше. | Больше. |

## Внутренняя структура

### Уровни
Subversion спроектирован как набор библиотек, разделённых на несколько уровней. Каждый из них выполняет конкретную задачу и позволяет разработчикам создавать свои собственные инструменты, в зависимости от сложности и задачи.
FsСамый низкий уровень; реализует версионированную файловую систему, которая и хранит данные.
ReposУровень хранилища, реализованного на файловой системе. На этом уровне реализовано множество вспомогательных функций, а также поддерживается запуск обработчиков (англ. hooks), то есть скриптов, которые запускаются при наступлении некоторого события. Вместе уровни Fs и Repos составляют интерфейс файловой системы.
mod_dav_svnОбеспечивает WebDAV/Delta-V-доступ через Apache 2.
RaРеализует доступ к хранилищу (и локальный, и удалённый). Начиная с этого уровня на хранилище можно ссылаться по URL, то есть
- file:///path/ для локального доступа,
- http://host/path/ или https://host/path/ для доступа через WebDAV, или
- svn://host/path/ или svn+ssh://host/path/ для доступа через протокол SVN.

Client, WcСамый высокий уровень. Абстрагирует доступ к хранилищу и обеспечивает выполнение типичных задач клиента, таких как аутентификация пользователя или сравнение версий. Client использует библиотеку Wc для управления локальной рабочей копией.

### Конфигурация клиента
Стандартная клиентская утилита Subversion — SVN, конфигурируется переменными окружения и INI-файлами, создаваемыми в домашнем каталоге пользователя в подкаталоге .subversion (расположение конфигурации в Windows-системах, в файлах или реестре, зависит от системных настроек). В конфигурации SVN также кеширует SSL-сертификаты, логины, пароли и т. п. (если это не запрещено в конфигурации) для доступа к серверам Subversion.
Содержимое каталога .subversion:
- файл servers — содержит информацию о способах сетевого подключения к удалённому репозиторию;
- файл config — содержит прочую конфигурационную информацию[48]
- каталог auth — содержит кеш серверов, сертификатов, логинов и паролей
- файл README.txt — документация по конфигурированию SVN

## Недостатки

### Проблемы при переименовании файлов
Subversion не всегда может правильно обработать операции переименования файлов, если одновременно с переименованием изменяется и содержимое файла. Проблемы могут также возникнуть, если файл, переименованный в локальной копии, кто-то другой изменил в хранилище. Часть этих проблем исправлена в версии 1.5, однако это решение пока не полное.

### Слабая поддержка слияния ветвей
Также слабым местом Subversion считают операции слияния веток. До версии 1.5 все такие операции пользователям приходилось отслеживать вручную, с помощью подробных записей в журнале изменений. Начиная с версии 1.5 появилась базовая поддержка автоматического отслеживания слияний, которую разработчики планируют улучшить в последующих релизах. В настоящее время Subversion достаточно хорошо поддерживает типовые сценарии слияния; в более сложных случаях возможны проблемы. Рекомендуется организовать рабочий процесс так, чтобы избежать проблемных сценариев. Слияние переименованных файлов и каталогов не поддерживается.

### Невозможность удаления данных из хранилища
Информация, однажды помещённая в хранилище Subversion, остаётся там навсегда: файл можно удалить в текущей ревизии, но всегда есть возможность получить из хранилища одну из предыдущих ревизий, в которых файл существовал. Хотя сохранность прошлых ревизий и является, собственно, целью использования систем управления версиями, иногда бывает необходимо полностью удалить из хранилища информацию, попавшую туда по ошибке. В Subversion не предусмотрено для этого никакого штатного способа; единственная возможность заключается в создании дампа хранилища, его обработке штатной утилитой svndumpfilter и последующем восстановлении хранилища из дампа. Существуют также сторонние программы для автоматизации этого процесса, но, в любом случае, для выполнения этой операции требуется временное прекращение доступа к хранилищу и вмешательство администратора с привилегиями, достаточно высокими для того, чтобы полностью стереть старое хранилище и заменить его новым.

## Дополнительное программное обеспечение
- Клиенты:
  - RapidSVN — кросс-платформенный клиент Subversion на C++;
  - SmartSVN — кросс-платформенный клиент Subversion на Java;
  - TortoiseSVN — клиент Subversion, реализованный как расширение для проводника Windows;
  - RabbitVCS — клиент Subversion, реализованный как расширение для файлового менеджера в Linux (ранее назывался NautilusSVN);
  - KDESvn - графический клиент Subversion в составе набора приложений KDE Software Compilation;
  - VisualSVN — расширение для Microsoft Visual Studio.
- Плагины:
  - AnkhSVN — плагин для Microsoft Visual Studio,
  - VisualSVN — плагин для Microsoft Visual Studio,
  - PushOK SVN SCC proxy — плагин для Microsoft SCC,
  - Subclipse — плагин для Eclipse,
  - Subversive — плагин для Eclipse,
  - MagnetSVN — плагин для Microsoft Office.
- Веб-интерфейсы:
  - Trac — инструмент, основанный на технологии Wiki,
  - Redmine — дополнительно отслеживает ошибки,
  - USVN — утилита для создания и управления доступом к репозиториям, специализирована под SVN,
  - ViewVC,
  - WebSVN,
  - SVNManager — PHP-утилита для управления репозиториями (создание, удаление, загрузка и выгрузка; управление пользователями и группами),
  - Submin — утилита для управления репозиториями и пользователями, включая управление контролем доступа к отдельным каталогам в репозитории,
  - cSvn — кросс-платформенный клиент Subversion на C.
- Сравнительная таблица: веб-интерфейсы:

| Наименование | Описание | Язык   | БД                                  | Лицензия                                               | Сайт                                                                           | Обновление | Версия |
| Trac         | инструмент, основанный на технологии Wiki                                                                                       | Python | SQLite, PostgreSQL, MySQL и MariaDB | Модифицированная лицензия BSD                          | trac.edgewall.org Архивная копия от 8 апреля 2013 на Wayback Machine           | 21.06.2017 | 1.2.2  |
| Redmine      | дополнительно отслеживает ошибки                                                                                                | Ruby   | MySQL, PostgreSQL, SQLite, Oracle.  | GNU General Public License                             | redmine.org Архивная копия от 27 апреля 2011 на Wayback Machine                | 09.12.2018 | 4.0.0  |
| USVN         | утилита для создания и управления доступом к репозиториям, специализирована под SVN                                             | PHP    | MySQL, SQLlite                      | CeCill (GPL совместимая лицензия).                     | www.usvn.info Архивная копия от 12 мая 2011 на Wayback Machine                 | 13.01.2012 | 1.0.6  |
| ViewVC       | без управления пользователями, не требует поддержки DAV web-сервером.                                                           | Python | MySQL                               | Two-clause Berkeley-style                              | www.viewvc.org Архивная копия от 4 мая 2011 на Wayback Machine                 | 02.12.2010 | 1.1.8  |
| WebSVN       | интерфейс просмотра к SVN | PHP    | XML                                 | GNU GPL                                                | websvn.tigris.org Архивная копия от 12 июня 2006 на Wayback Machine            | 12.10.2010 | 2.3.2  |
| SVNManager   | утилита для управления репозиториями (создание, удаление, загрузка и выгрузка; управление пользователями и группами)            | PHP    | MySQL or SQLite                     |                                                        | svnmanager.sourceforge.net Архивная копия от 30 апреля 2011 на Wayback Machine | 28.01.2012 | 1.09   |
| Submin (MIT) | утилита для управления репозиториями и пользователями, включая управление контролем доступа к отдельным каталогам в репозитории | Python |                                     | MIT/X Архивная копия от 6 июня 2011 на Wayback Machine |                                                                                | 24.12.2012 | 2.1    |
| cSvn         | web-интерфейс просмотра Subversion-репозиториев                                                                                 | C      |                                     | RADIX-1.0                                              | csvn.radix.pro Архивная копия от 16 марта 2022 на Wayback Machine              | 17.11.2020 | 0.1.3  |